# سیارک ۳۴۷۱
سیارک ۳۴۷۱ (به انگلیسی: 3471 Amelin، نامگذاری:1977QK2) سه هزار و چهارصد و هفتاد و یکمین سیارک کشف شده‌است که در ۲۱ اوت ۱۹۷۷ کشف شد.
قدر مطلق سیارک برابر ۱۱٫۳۰ است.